# Saint-Michel-de-Volangis
Saint-Michel-de-Volangis är en kommun i departementet Cher i regionen Centre-Val de Loire i de centrala delarna av Frankrike. Kommunen ligger  i kantonen Les Aix-d'Angillon som tillhör arrondissementet Bourges. År 2022 hade Saint-Michel-de-Volangis 466 invånare.

## Befolkningsutveckling
Antalet invånare i kommunen Saint-Michel-de-Volangis
Referens:INSEE